# وین براون (بازیکن فوتبال، زاده ۱۹۸۸)
وین براون (انگلیسی: Wayne Brown؛ زادهٔ ۶ اوت ۱۹۸۸) بازیکن فوتبال اهل بریتانیا است.
از باشگاه‌هایی که در آن بازی کرده‌است می‌توان به باشگاه فوتبال فولام، باشگاه فوتبال بریستول راورز، باشگاه فوتبال برنتفورد، باشگاه فوتبال نیوکاسل یونایتد جتس، و باشگاه فوتبال تورون پالوسئورا اشاره کرد.